# Antoine Legrand (philosophe)
Pour les articles homonymes, voir Legrand.
Antoine Legrand, également connu sous les noms d’« Antoine Le Grand », « Antonius le Grand » et « Anthony Le Grand », né en 1629 à Douai et mort le 7 août 1699 à Londres est un philosophe français.
Moine franciscain, missionnaire et théologien, Legrand introduisit le cartésianisme en Angleterre.

## Biographie
- Entre chez les Récollets wallons puis s'associe avec les membres du Collège anglais de Douai
- Licencié en théologie et docteur ès arts de l'université de Douai
- Chaire de Philosophie de l'université de Douai
- Canonicat de la collégiale Saint-Amé
- Mission en Angleterre dans le Oxfordshire
- On le regarde comme le premier qui ait réduit à la méthode scolastique la Philosophie de René Descartes
- Il eut de vives disputes avec Jean Sergeant sur la nature des idées et autres questions métaphysiques